# Crónica dos Bons Malandros (Fernsehserie)
Crónica dos Bons Malandros (portugiesisch für: Chronik der guten Bösen) ist eine portugiesische Fernsehserie des öffentlich-rechtlichen portugiesischen Fernsehsenders RTP.
Die Miniserie ist ein Remake der gleichnamigen Kriminalkomödie Crónica dos Bons Malandros von 1984, basierend auf dem 1980 erschienenen gleichnamigen Roman des portugiesischen Journalisten Mário Zambujal (* 1936).
Die achtteilige Kriminalkomödie wurde 2020–2021 bisher zweimal im Abendprogramm von RTP1 ausgestrahlt (Stand: Juni 2022) und ist seither vollständig in der Mediathek der RTP abrufbar.

## Handlung
Im Jahr 1983 plant eine Gruppe Kleinkrimineller einen gewagten Kunstraub. Sie sollen für einen Auftraggeber 15 Stücke aus der Lalique-Sammlung des gut gesicherten Kunstmuseums Gulbenkian stehlen. Die sehr unterschiedlichen Charaktere machen sich mit teils haarsträubenden Ideen an die Planung, und der Zuschauer lernt Lebensgeschichte und Charakter der sieben Gangmitglieder in sechs einzelnen Episoden kennen.
Was sie dann als Raub des Jahrhunderts mit weltweiter medialer Berichterstattung zu planen glauben, stellt sich in der letzten Episode als eine Aneinanderreihung von peinlichen Situationen, Missverständnissen, Fehlplanungen und unglücklichen bis glücklichen Zufällen heraus. An den Situationen sind nicht zuletzt die unbeholfenen Mitglieder der Gangstergruppe selbst schuld, durch ihre für Malandros typische Selbstüberschätzung und naive Unbeschwertheit gleichermaßen.

## Ausstrahlungen
Die acht Folgen mit einer Länger von jeweils etwa 50-44 Minuten liefen vom 2. Dezember 2020 bis zum 27. Januar 2021 bei RTP1, immer donnerstags zur Primetime um 21:00 Uhr, nach den einstündigen Abendnachrichten.
Vom 9. August 2021 bis zum 18. August 2021 wurde die Serie täglich (außer am Wochenende 14. und 15. August) wiederholt, erneut im Abendprogramm von RTP1.
Zudem sind seither alle Ausstrahlungen in der Mediathek des öffentlich-rechtlichen Fernsehsenders RTP abrufbar.

## Besetzung
| Rolle                 | Schauspieler        |
| --------------------- | ------------------- |
| Marlene               | Maria João Bastos   |
| Renato                | Marco Delgado       |
| Pedro                 | José Raposo         |
| Flávio                | Adriano Carvalho    |
| Silvino               | Rui Unas            |
| Arnaldo               | Manuel Marques      |
| Adelaide              | Joana Pais de Brito |
| Japanerin             | Monica Iozzi        |
| Bananas               | Luís Aleluia        |
| Barbosa               | José Carlos Garcia  |
| Açucena               | Isabel Ruth         |
| Lúcio Campeão         | Pedro Pernas        |
| Lina Despachada       | Lúcia Moniz         |
| Zinita                | Joana Barrios       |
| erster Fensterputzer  | Tiago Nogueira      |
| zweiter Fensterputzer | Filipe Cates        |
| Carlos                | José Fidalgo        |
| Rafael da Madragoa    | Tiago Aldeia        |
| Richter               | Carlos Sebastião    |

## Episodenliste
| Folge | Originaltitel        | Erstausstrahlung | Wiederholung  |
| ----- | -------------------- | ---------------- | ------------- |
| 1     | Os Malandros         | 02. Dez. 2020    | 09. Aug. 2021 |
| 2     | Arnaldo, o Figurante | 09. Dez. 2020    | 10. Aug. 2021 |
| 3     | Adelaide, a Magrinha | 16. Dez. 2020    | 11. Aug. 2021 |
| 4     | Flávio, O Doutor     | 30. Dez. 2020    | 12. Aug. 2021 |
| 5     | Pedro, o Justiceiro  | 06. Jan. 2021    | 13. Aug. 2021 |
| 6     | Silvino Bitoque      | 13. Jan. 2021    | 16. Aug. 2021 |
| 7     | Renato & Marlene     | 20. Jan. 2021    | 17. Aug. 2021 |
| 8     | O Assalto            | 27. Jan. 2021    | 18. Aug. 2021 |